# Castlevania: Harmony of Dissonance
Castlevania: Harmony of Dissonance es un videojuego de Konami para la Game Boy Advance de Nintendo. Fue lanzado originalmente en Japón en 2002 con el título Castlevania: Concerto of Midnight Sun (キャッスルヴァニア白夜の協奏曲 Castlevania: Hakuya no Kyōsōkyoku?), es parte de la saga Castlevania. Harmony of Dissonance sucede en 1748, protagonizado por Juste Belmont, un miembro del clan Belmont, legendarios cazadores de vampiros. La historia empieza 50 años después de que Simon Belmont derrotó a Drácula acabando con la maldición que tenía, es entonces cuando Juste Belmont, descendiente directo del legendario cazavampiros, recibe el título de cazavampiros junto con el látigo, el famoso Vampire Killer, en ese tiempo un compañero de la infancia Maxim Kishine salió del pueblo para poder entrenar más duro y alcanzar a Juste en fuerza y poderes, al momento de su regreso, Maxim le dice a Juste que una amiga querida de ellos, Lydie, fue secuestrada, yendo a la búsqueda de ella, encuentran en la densa niebla un castillo a lo lejos de una colina, con las puertas del castillo abiertas y la luna llena enorme en el oscuro cielo, les da la bienvenida Castlevania, el legendario castillo maldito del Conde Drácula.
Castlevania: Harmony of Dissonance es el segundo juego de la plataforma del Game Boy Advance, el cual sobrepasa por mucho a su antecesor (Castlevania: Circle of the Moon) ya que el equipo responsable de la producción de este fue él mismo que programó Castlevania: Symphony of the Night (Sega Saturn/Sony Playstation), teniendo como base lo mismo que su antecesor, de recorrer el castillo libremente, pero consiguiendo habilidades para acceder a algunas partes del castillo. Se usa la misma fórmula de ataque, Juste puede tener el Dash Move que se tiene desde los juegos de Castlevania: Symphony of the Night y también las armas secundarias, como las dagas, la biblia e incluso un crucifijo, los cuales gastan corazones; y lo más novedoso es la combinación de 5 libros ( azul "ice book", rojo "fire book", verde "wind book", amarillo "bolt book" y negro "summoning tome")  elementales con las armas secundarias, los cuales solo gastan MP, teniendo muchas combinaciones efectivas al enfrentarte con demasiados enemigos o con los jefes. Otro objetivo dentro del juego es obtener las 5 reliquias de Drácula, que se encuentran en los castillos. En Castlevania: Harmony of Dissonance regresa la exploración de dos castillos, característica incluida en Castlevania: Symphony of the Night.
- Datos: Q2698085